# Truppenübungsplatz Ralsko

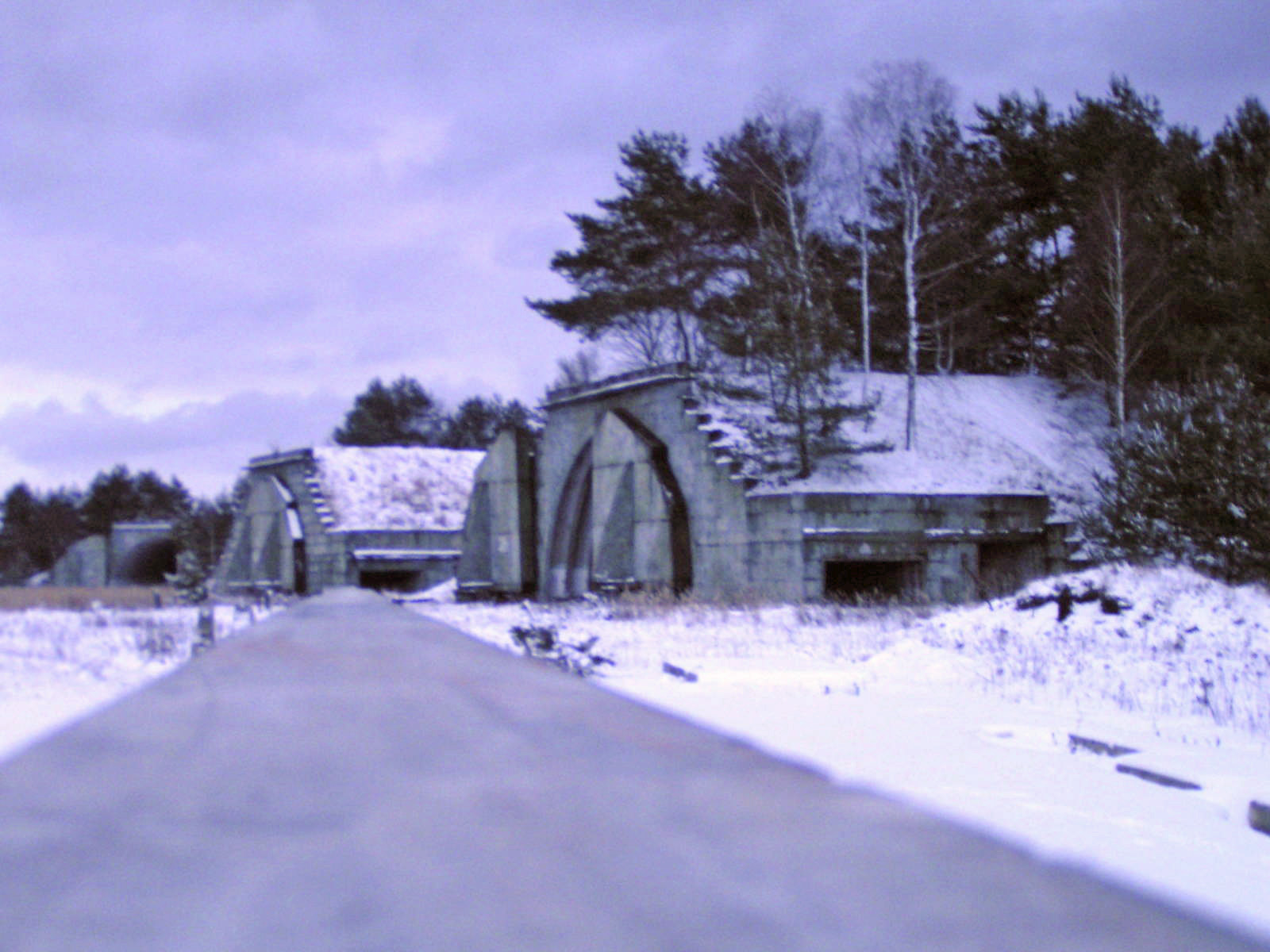
Der Flugplatz Hradčany im Truppenübungsplatz Ralsko – Nachtaufnahme

Der Truppenübungsplatz Ralsko war ein militärisches Sperrgebiet im Norden Tschechiens, in der Region Liberecký kraj und zu einem kleinen Teil im Středočeský kraj zwischen den Städten Doksy (Hirschberg am See), Mimoň (Niemes), Stráž pod Ralskem (Wartenberg am Rollberg), Mnichovo Hradiště (Münchengrätz) und Bělá pod Bezdězem (Weißwasser). Seine Ausdehnung entspricht grob der geomorphologischen Einheit Ralská pahorkatina (Rollberg-Hügelland). Das Gelände ist 250 km² groß.
Das Areal mitsamt allen zuvor von Sudetendeutschen bewohnten Dörfern wurde 1947 für das Militär geräumt. 1947–1968 nutzte die Tschechoslowakische Armee und 1968–1991 die Sowjetarmee den Platz. Seit dem Abzug der Truppen 1991 ist Ralsko für Zivilisten wieder zugänglich. Sieben Orte sind neu besiedelt worden und haben sich zur Gemeinde Ralsko zusammengeschlossen. 17 Dörfer wurden zerstört. Ihre Überreste und Ruinen der militärischen Einrichtungen sind immer noch sichtbar. Die offenen Flächen und Wälder sind mit Munition, das Grundwasser mit Schadstoffen kontaminiert. Die jahrzehntelange Absperrung ließ aber auch eine ökologisch wertvolle Landschaft entstehen, in der viele gefährdete Tier- und Pflanzenarten leben. Das Betreten des Geländes ist mit Einschränkungen erlaubt.

## Geschichte

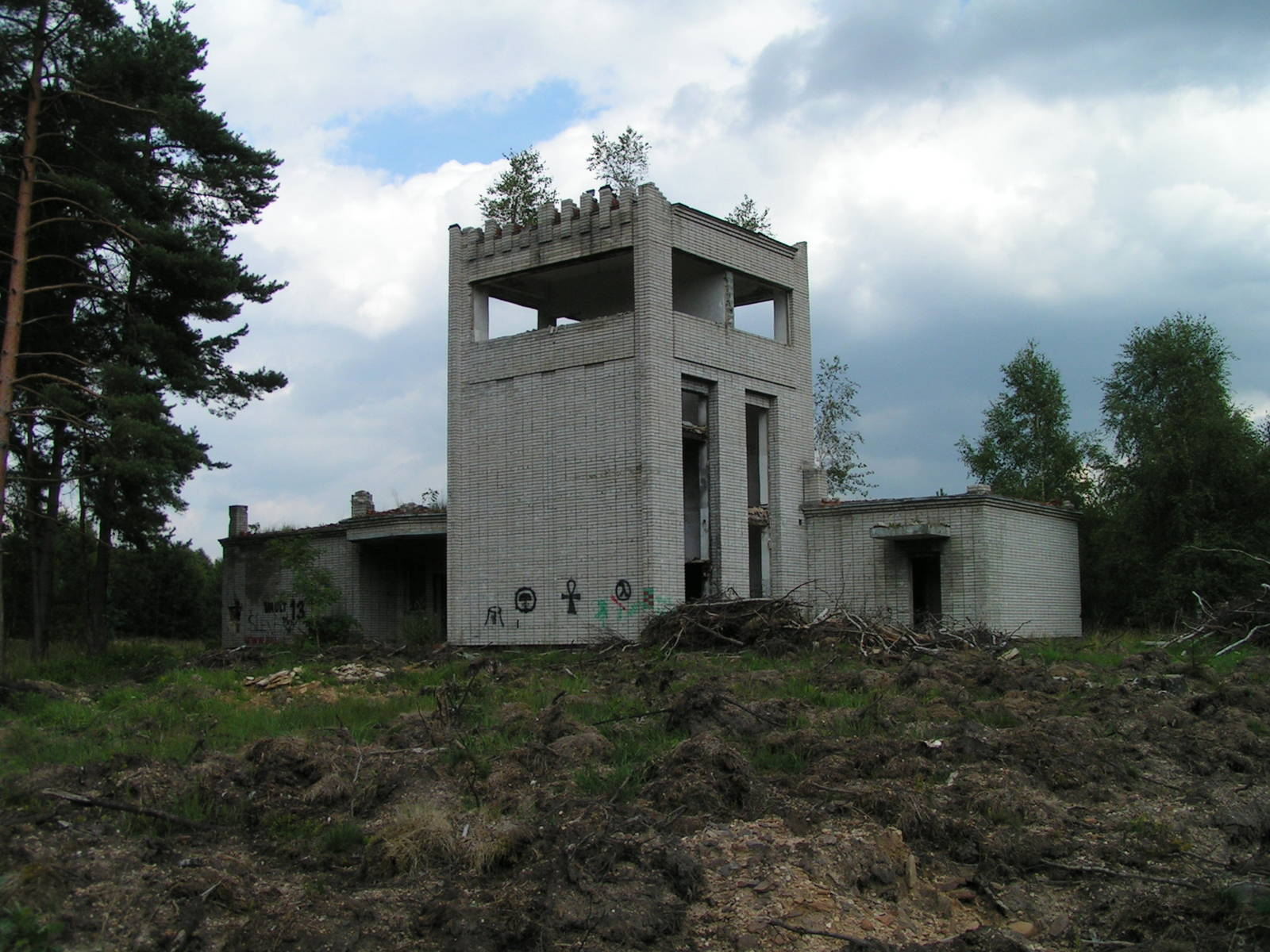
Sowjetische Militärgebäude bei Hradový vrch

Das Rollberg-Hügelland war bis zur ersten Hälfte des 20. Jahrhunderts relativ dünn besiedelt. Die Bewohner waren überwiegend deutschsprachig. Die Wälder gehörten zum großen Teil einigen Großgrundbesitzern: dem Prager Dominikanerkonvent sowie den adligen Familien Hartig, Rohan und Waldstein. Das Gräflich Waldsteinsche Forstamt betrieb ab 1914 zwischen Rečkov und Kummer eine schmalspurige Waldbahn, die der Holzabfuhr diente.
Nach dem Münchner Abkommen 1938 besetzte die Wehrmacht die Gegend. Im März 1945 begann bei Hradčany der Bau eines Flugplatzes, der bei US-amerikanischen Luftangriffen beschädigt und erst nach dem Ende des Zweiten Weltkrieges von der Tschechoslowakischen Armee fertiggestellt wurde. Das Ende des Krieges brachte die Vertreibung der deutschböhmischen Bevölkerung aus dem Gebiet, in den verlassenen Dörfern ließen sich neue Einwohner nieder.
Am 30. Oktober 1946 beschloss die tschechoslowakische Regierung, in Ralsko das militärische Lager Bezděz einzurichten. Zu Anfang des Jahres 1947 wurde das Gebiet gemäß den Beneš-Dekreten geräumt, der Großgrundbesitz verstaatlicht und die Bewohner umgesiedelt. 1948 wurde das Gelände in militärisches Lager Mimoň umbenannt, ab dem 1. Juli 1950 galt die offizielle Bezeichnung Vojenský újezd Ralsko (Truppenübungsplatz Ralsko). Die tschechoslowakische Armee nutzte nur 60 km² des insgesamt 250 km² großen Geländes für Truppenübungen: Tankodrome, tiefe Furten und die Panzer-Schießbahnen Židlov und Bělá entstanden, ferner ein Versuchsgelände zum Testen von Munition, Munitionsdepots, Garagen für Schlepper von Nuklearsprengköpfen und streng geheime Depots für die Nuklearsprengköpfe selbst. Die restlichen Flächen schirmten den militärischen Bereich von der zivilen Umgebung ab. Die meisten Dörfer wurden in den folgenden Jahrzehnten dem Erdboden gleichgemacht, viele von ihnen durch Beschuss während der militärischen Operationen. In einigen Orten am Rand des Sperrgebiets siedelten sich Angestellte des staatlichen Forstbetriebs und Armeeangehörige an. Feste Besatzungen gab es nur in Mimoň und Kuřívody. Die Soldaten waren während der Übungen in Zeltlagern untergebracht.
Nach der Invasion der Warschauer-Pakt-Staaten im Jahr 1968 besetzte die Sowjetarmee das Gelände. Sie verfügte damit über das größte militärische Übungsgebiet der Tschechoslowakei. Die sowjetischen Truppen erweiterten in den 1980er Jahren die Landebahn in Hradčany auf eine Länge von 2,7 Kilometern und eine Breite von 80 Metern und schufen so einen Flugplatz, auf der auch die Raumfähre Buran landen konnte. Die sowjetischen Truppen waren dauerhaft auf dem Platz stationiert. Schätzungen sprechen von 20.000 Soldaten und Angehörigen, die sich zu Beginn der 1990er Jahre in Ralsko aufhielten und die nahezu ohne Kontakt zur Zivilbevölkerung blieben.

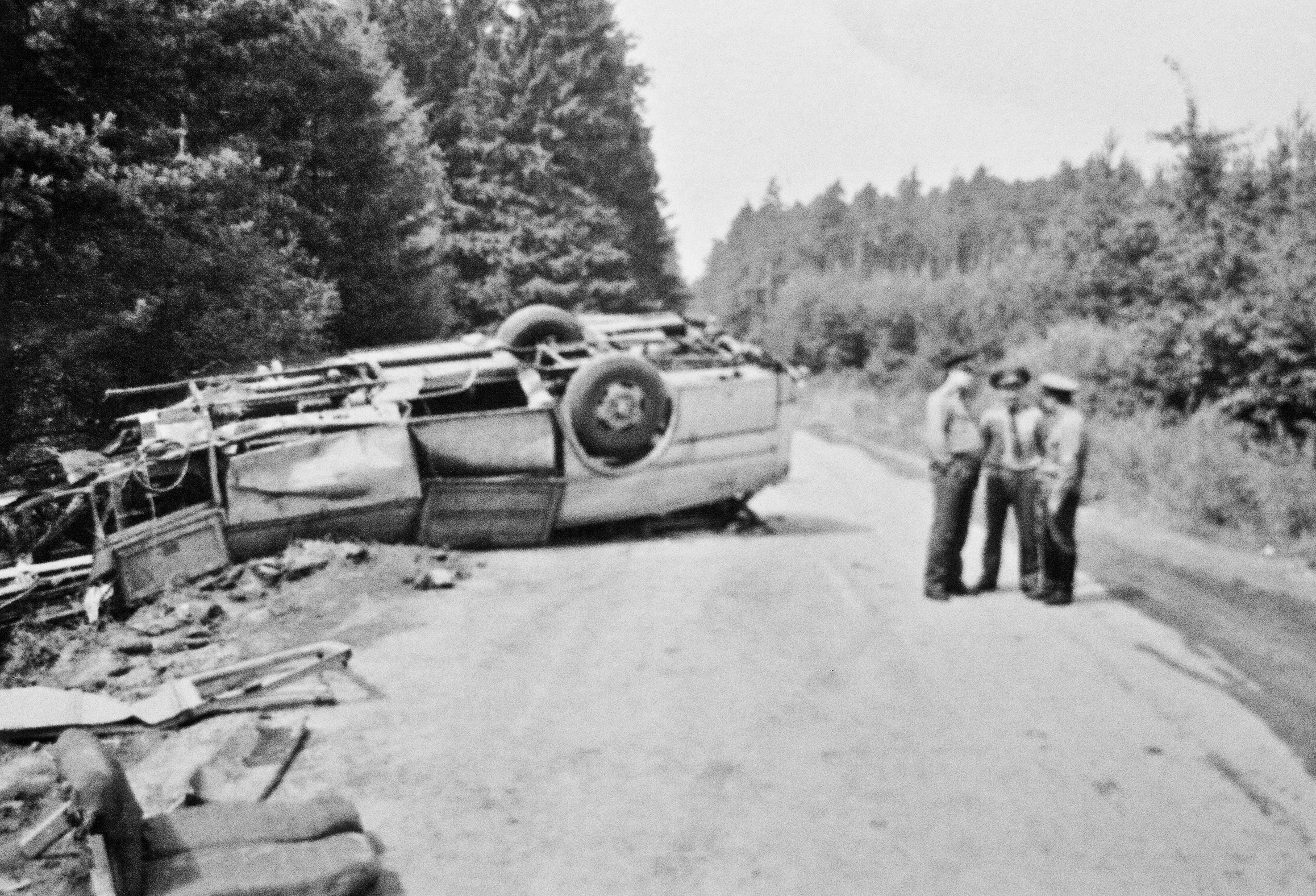
Wrack des Karosa nach dem Unfall vom 23. August 1985

Die einzige öffentliche Straße von Mnichovo Hradiště nach Mimoň durfte von Zivilpersonen nur ohne Zwischenstopp befahren werden. Am 23. August 1985 kam es am Červený vrch bei Ploužnice zu einem schweren Unfall, bei dem ein sowjetischer Kampfpanzer T-72 mit einem von Kuřívody nach Mimoň fahrenden Omnibus des ČSAD Dobruška kollidierte. Der mit 46 Fahrgästen besetzte Karosa zerbrach dabei in zwei Teile, es gab mehrere Schwerverletzte. Der Unfall wurde weitgehend geheim gehalten und von einigen Fahrgästen gemachte Fotos später beschlagnahmt.
Die Rote Armee errichtete Wohnblöcke, Geschäfte und Kinos. Als sie nach der Samtenen Revolution abzog und am 30. Mai 1991 der letzte sowjetische Transport Mimoň verließ, blieben in Ralsko 1200 leere Wohnungen, 1000 Gebäude und 521 Einwohner zurück.

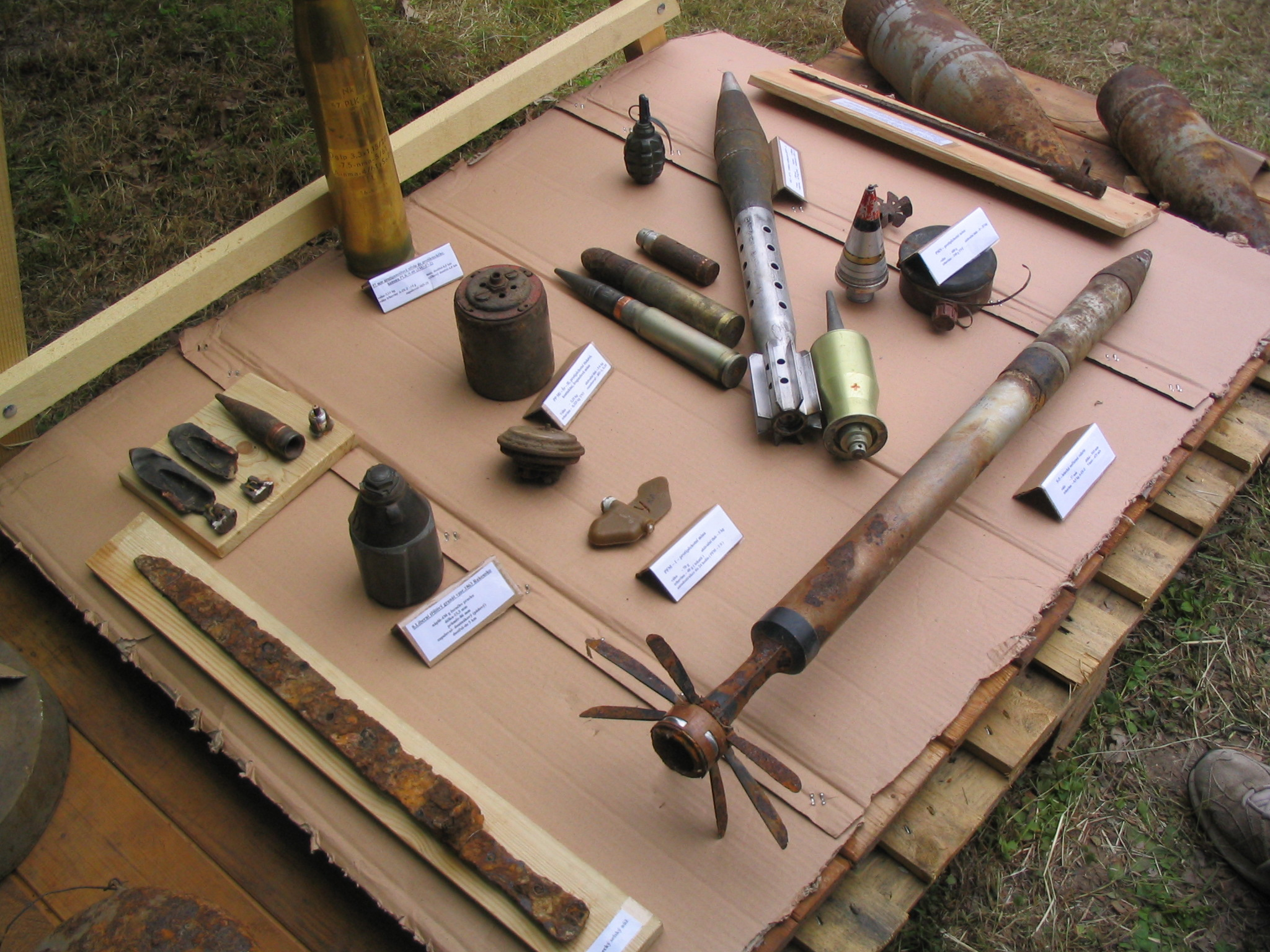
Minen, Raketen, Projektile und andere Ergebnisse der Kampfmittelbeseitigung, vorgestellt auf einer Ausstellung in Ralsko 2008

Daraufhin begannen Experten der Kampfmittelbeseitigung damit, die militärischen Altlasten im Gelände zu räumen. In den Jahren 1991–2004 räumte die pyrotechnische Behörde in Mimoň stufenweise Minen und nicht explodierte Munition ab. Insgesamt 60 Pyrotechniker beseitigten die Munition aus einem 8600 Hektar großen Gebiet. Sie teilten das Gelände in vier Gefährdungsstufen ein: unwahrscheinliches und wahrscheinliches Vorkommen von Munition, Zielflächen der Schießplätze und als höchste Risikostufe den Übungsplatz der Flugabwehr auf dem Hügel Prosičská horka, der so hochgradig verseucht ist, dass er nicht saniert werden kann. Hier gilt ein 100-jähriges Bauverbot. In den übrigen Abschnitten wurde auf offenen Flächen der Boden bis in 50 Zentimeter Tiefe, im bewaldeten Terrain bis in 30 Zentimeter Tiefe abgesucht. Die Sanierung sollte die öffentliche Sicherheit herstellen. Besucher, die sich im Gelände bewegen, die Sicherheitshinweise beachten und die Bodendecke nicht antasten, sollten vor lebensgefährlichem Kontakt mit Kampfmitteln geschützt sein. Dieses Ziel gilt als erreicht. Seit Abschluss der militärischen Kampfmittelräumung im Jahr 2004 sind Polizei und pyrotechnische Mitarbeiter des Forstbetriebs für die Sicherheit im Gelände verantwortlich. Die Gefährdungsstufen gelten weiterhin. Die Polizei geht davon aus, dass die Munition nie vollständig abgeräumt werden kann. Sie wird dauerhaft im Boden verbleiben und durch natürliche geophysikalische Bewegungen immer wieder auch an die Oberfläche gelangen.

## Topografie

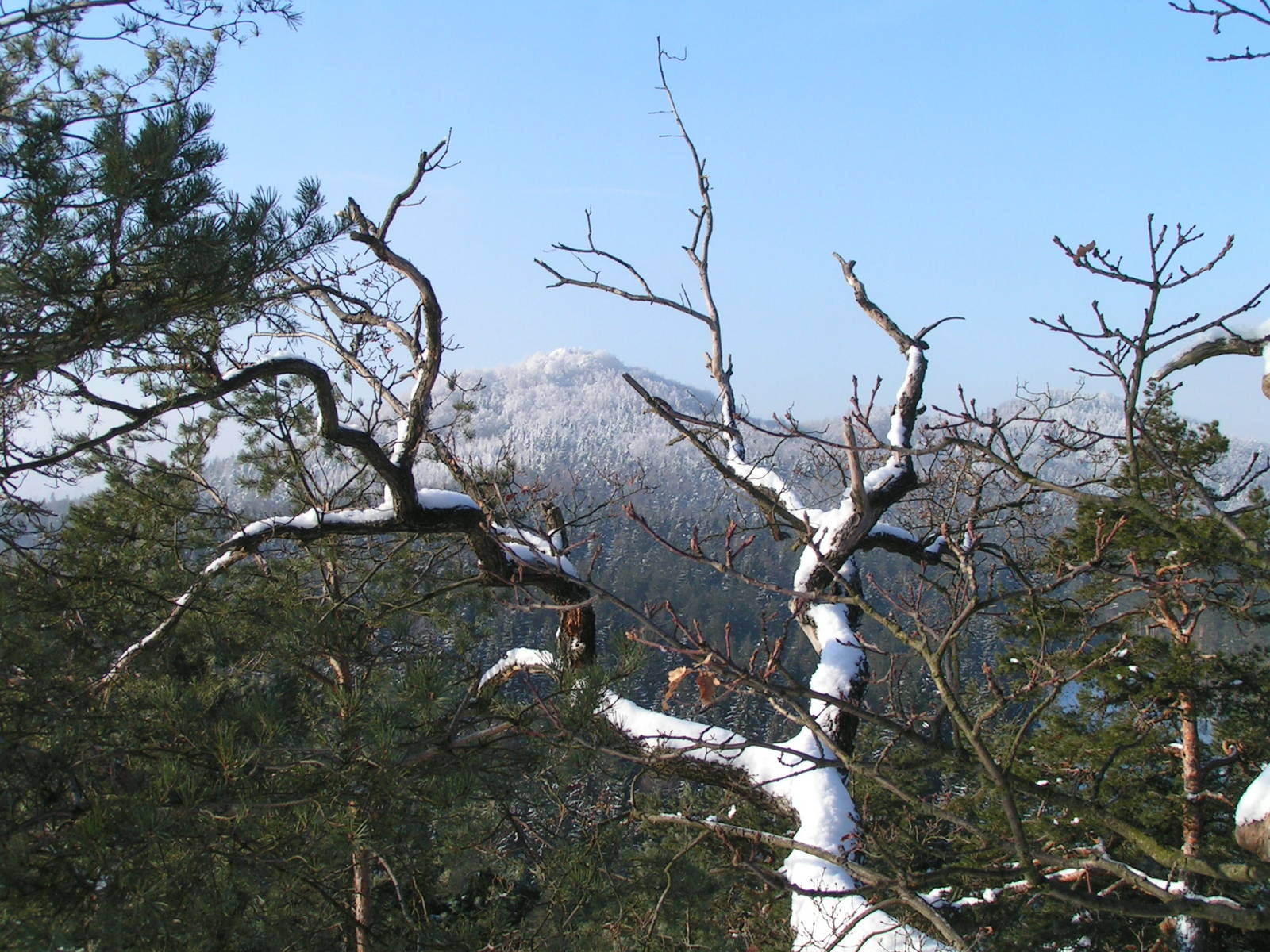
Velký Jelení vrch

Der Untergrund in Ralsko besteht überwiegend aus oberkretazischem Sandstein. Im Gegensatz zu den beiden benachbarten kleineren Landschaftsschutzgebieten Böhmisches Paradies und Daubaer Schweiz befinden sich hier aber keine ausgedehnten Felsenstädte und nur wenige freistehende Sandsteinblöcke. Aus dem leicht gewellten Terrain erheben sich einige auffällige tertiäre Vulkankegel. Das Gelände ist trocken und die Gefahr von Waldbränden im Sommer hoch. Das gesamte Areal ist kaum besiedelt. Weite Strecken sind nahezu menschenleer.

### Oberfläche

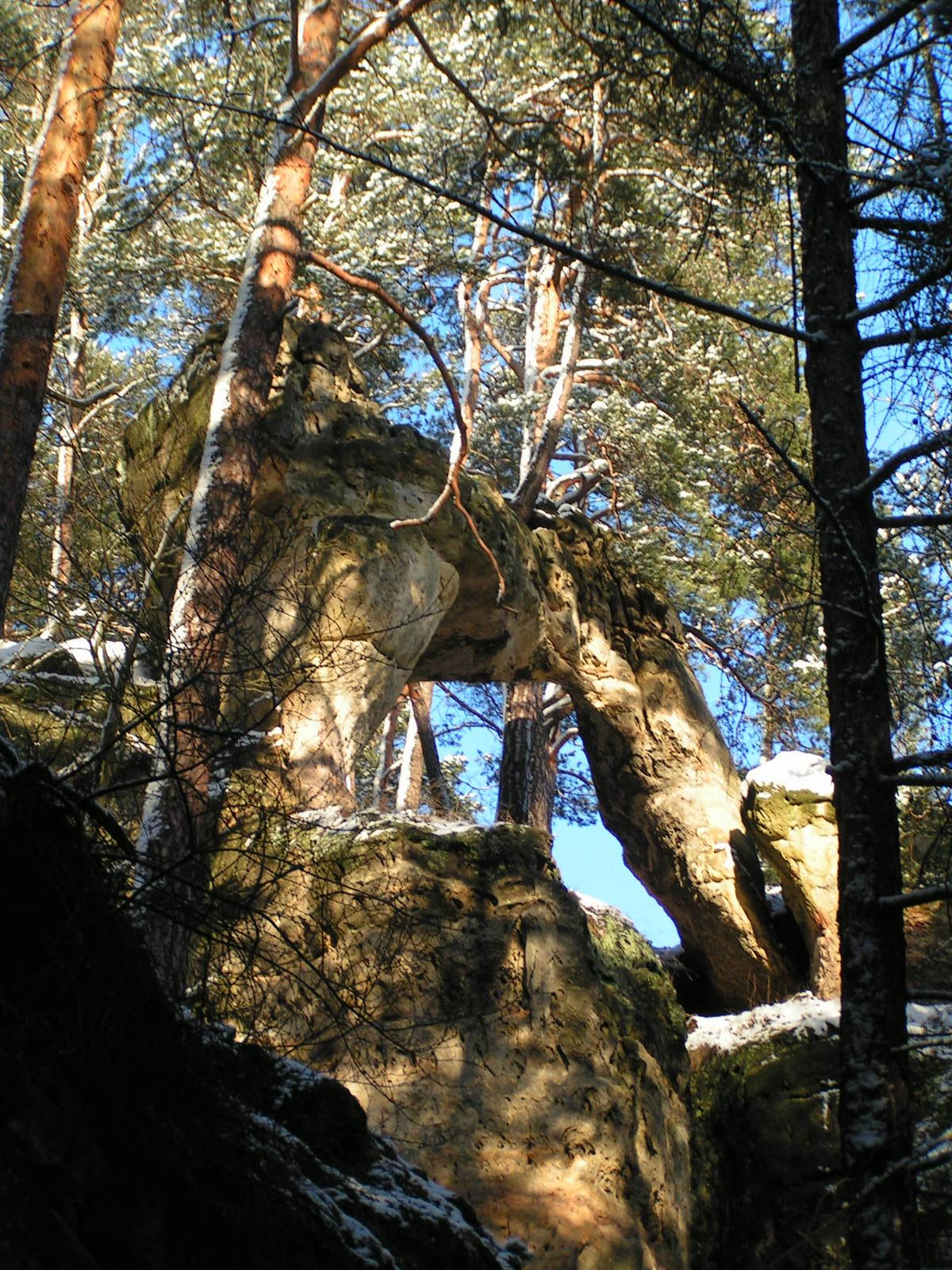
Felsentor in Hradčanské stěny

Der zentrale Teil des Gebietes ist leicht hügelig, mit breiten Tälern und niedrigen Erhebungen. Nur die Kuppen Malá Buková und Velká Buková (431 und 474 m) bei Hradčany ragen deutlich über die Umgebung hinaus. Im Nordwesten erhebt sich der Tephritkegel (Sodalith-Analcim-Tephrit) des Berges Ralsko (Rollberg), mit 696 Metern höchste Erhebung der Gegend, über Mimoň. Auf seiner Südflanke liegt die Felsgruppe Vranovské skály (Rabendorfer Felsen).
Am nördlichen Rand ist das Terrain stärker gegliedert und felsiger. In der Umgebung des Ortes Hamr na Jezeře (Hammer am See) liegen die Basaltkuppen Velký Jelení vrch (Großer Hirschberg) (514 m) und Malý Jelení vrch (Kleiner Hirschberg) (500 m). Die Erhebung Kozí hřbet (437 m) bildete sich über einem Magma-Durchbruch in den eisenhaltigen Sandsteinen; an ihren Hängen sind die Überreste mittelalterlicher Eisensteinbergwerke erhalten. Zwei andere Hügel, Děvín (421 m) und Hamerský Špičák (Hammer Spitzberg) (452 m), tragen Burgruinen. Weitere markante geomorphologische Objekte sind das Felsamphitheater Divadlo, der Tafelberg Široký kámen (Breiter Stein) und die 250 Meter breite senkrechte Felswand Dlouhý kámen (Lange Wand).
Ein Felsgebiet im westlichen Teil zwischen Máchovo jezero (Hirschberger Großteich) und Ploučnice (Polzen) trägt den Namen Polomené hory (Kummergebirge). Drei Berge – Dub (Eichberg) (458 m), Borný (Bornai) (446 m) und Pec (Petzberg) (451 m) – erheben sich darin über einer Reihe von Felsentälern. Auffällige Landschaftsmarken sind hier die Felsenhöhle Psí kostel (Hundskirche), das vier Meter breite Felsentor Skalní brána (Frauentor) und Králův stolec (Königsstuhl), ein mächtiger Sandsteinblock bei Doksy mit einer steinernen Bank, auf der sich nach einer Legende Kaiser Karl IV. oft nach der Jagd erholte. Die Felsen Hradčanské stěny mit den Wänden Popelová věž, Panenská skála, Tvarožník (Quargelstein), Lesní hlava und anderen eignen sich zum Klettern. 533 Hektar des Gebietes sind als Wildgehege eingefriedet.
Am südlichen Ende von Ralsko liegen die phonolithischen Erhebungen des Malý Bezděz (Teufelsberg) und Velký Bezděz (Bösig – 577 und 603 m). Die restaurierte gotische Burg auf dem Velký Bezděz ist ein weithin sichtbares Wahrzeichen der Gegend.

### Gewässer
Der größte Fluss im Norden von Ralsko ist die Ploučnice (Polzen), die in der Nähe des Ortes Noviny pod Ralskem (Neuland am Rollberge) im Polzendurchbruch einen künstlichen Felskanal aus dem 16. Jahrhundert durchfließt. An einem ihrer Zuflüsse liegt der Teich Hamerský rybník, direkt an der Ploučnice bei Stráž pod Ralskem (Wartenberg am Rollberg) der Teich Horecký rybník (Groß Horka-Teich). Am östlichen Rand des Gebietes fließt die Zábrdka (Kleiniserbach) und im zentralen Teil der Bach Ploužnický potok (Höflitzer Bach), der einige Teiche speist. Der Westen hat zwei Teichlandschaften vorzuweisen: Hradčanské rybníky und Břehyňský rybník (Heideteich). Abgesehen von diesen Wasserflächen und einigen weiteren kleinen Bachläufen ist das Gelände trocken. Frischwasserquellen sind sehr selten.

### Siedlungen

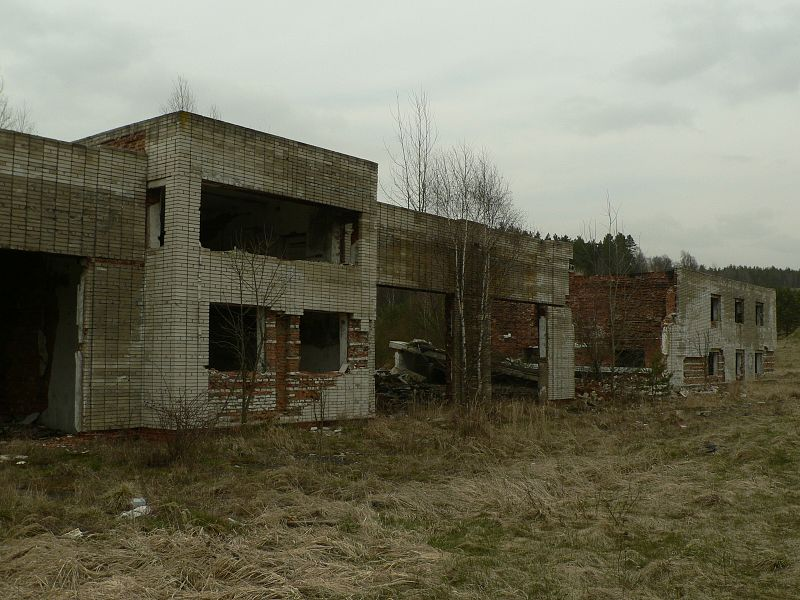
Ehemalige Soldatenwohnungen in Svébořice

Alle Orte auf dem Gebiet des ehemaligen Truppenübungsplatzes sind Teil der Gemeinde Ralsko. In Kuřívody (Hühnerwasser) befindet sich der Sitz der Gemeindeverwaltung, bewohnt sind außerdem noch Hradčany, Ploužnice (Plauschnitz), Boreček (Haidedörfel), Náhlov, Dolní Krupá und Hvězdov.
An einigen Stellen errichtete die Armee in der Nähe der liquidierten Dörfer Wohnsiedlungen für die Soldatenfamilien. Die Militärstädtchen bei Hvězdov (Höflitz), Jablonec (Gablonz), Svébořice (Schwabitz) und Nový Dvůr fanden aber keine Nachnutzer und sind mittlerweile abbruchreif. Untergegangen sind die Dörfer Černá Novina (Schwarzwald), Holičky (Hultschken), Horní Krupá (Ober Krupai), Křída (Kridai), Okna (Woken), Olšina (Wolschen), Palohlavy (Halbehaupt), Proseč (Proschwitz), Strážov (Straßdorf), Židlov (Schiedel), Jezová (Jezowai), Vrchbělá, Chlum (Chlum), Dolní Novina (Böhmisch Neuland) und Prosíčka (Prositschka). In einigen Orten sind noch Überreste von Fundamenten, Kellern, Brunnen und Obstgärten erhalten geblieben. Andere verschwanden vollkommen.

## Ökologie

### Flora und Fauna
Ein Großteil des Gebietes ist von tiefen Wäldern bedeckt, deren ursprünglicher Mischwaldcharakter teilweise erhalten blieb. In den Forsten überwiegen mit 87 % Nadelwald-Monokulturen. Kiefern bilden 65 %, Fichten 19 %, Eichen 4 %, Buchen 3 % und Lärchen 3 % des Bestandes.
Die Offenlandschaften, die das Militär hinterließ, wachsen allmählich mit Pioniervegetation zu, bei der sich überwiegend Birken ansiedeln. An die ursprünglichen Wälder, Felsen und Moore sind viele spezifische Pflanzen gebunden.
Die Tierwelt hat von der jahrzehntelangen Abgeschlossenheit profitiert. Die Landschaft bietet Lebensraum für eine Reihe seltener Tiere. Auf dem ehemaligen Übungsplatz leben kritisch bedrohte Amphibien (Knoblauchkröte, Kreuzkröte, Seefrosch), Reptilien (Kreuzotter) und Säugetiere (Kleine Hufeisennase, Europäischer Ziesel). Für fünf ausgewählte Vogelarten ist ein Vogelschutzgebiet eingerichtet worden: An den Teichen und in den Feuchtgebieten nisten Kraniche, Rohrweihen und Blaukehlchen, in den Wäldern und Offenlandschaften kommen der Ziegenmelker und die Heidelerche hinzu. Weitere bedrohte Vögel, die auf dem Gelände nisten, sind Seeadler, Fischadler, Rohrdommel, Wanderfalke, Rotmilan, Schwarzmilan und Trauerseeschwalbe. Insgesamt kommen in Ralsko 23 bedrohte, 35 stark bedrohte und 14 kritisch bedrohte Arten von Wirbeltieren vor. Seit dem Ende der militärischen Nutzung haben sich allerdings die Chancen für einige Arten verschlechtert. Besonders der fortschreitende Bewuchs der Offenflächen und das Verschwinden großer Wasserpfützen auf den Panzerwegen verändert die Lebensbedingungen für die Tiere, zum Teil auch negativ.
Stark zugenommen hat dagegen der Wildbestand in den Wäldern. An drei Orten wird Wild gehalten und bejagt. Neben zwei Gehegen für Rothirsche, Damhirsche und Mufflons gibt es auch ein Fasanenrevier.

### Schutzgebiete

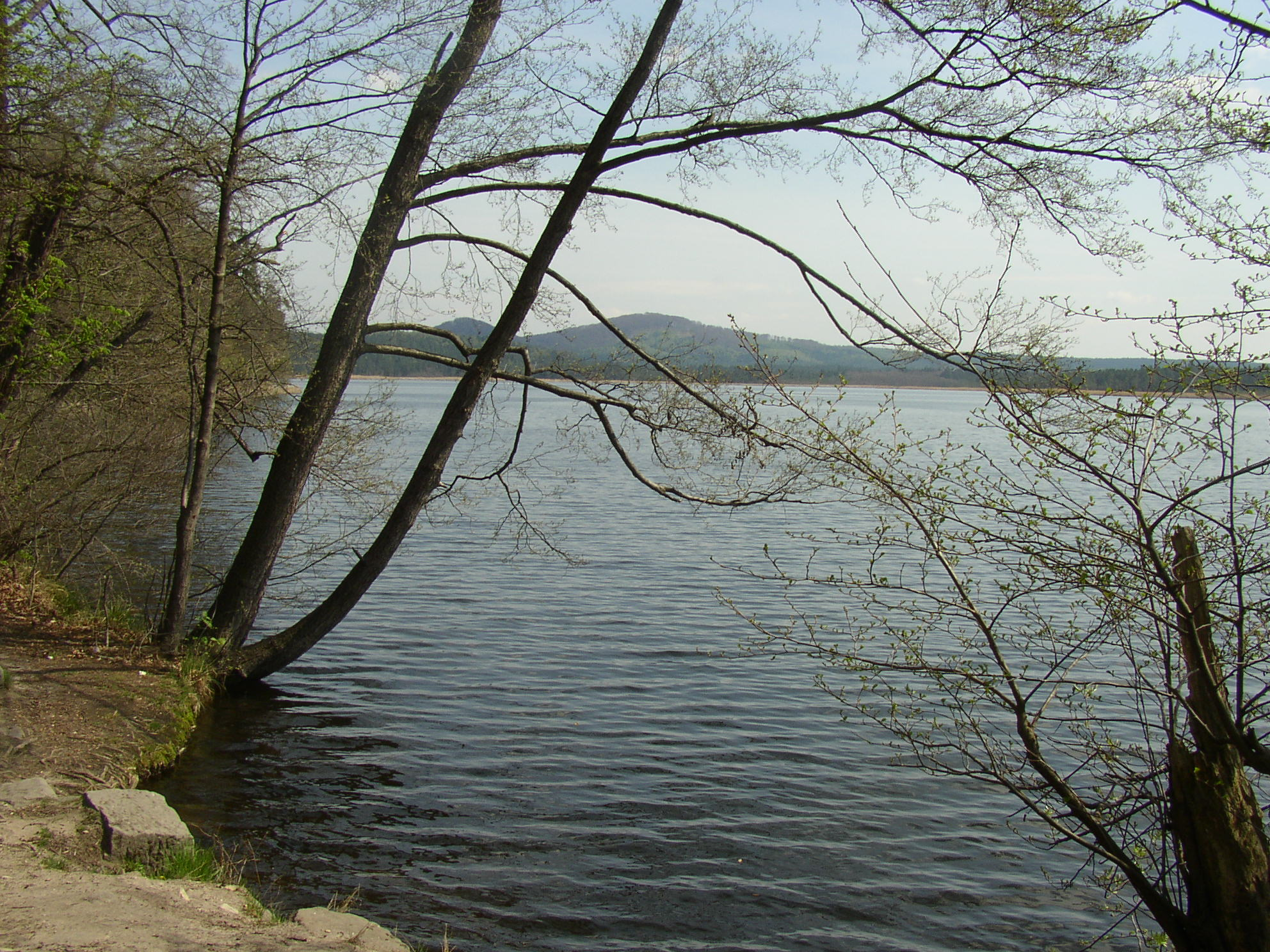
Der Teich Břehyňský rybník im Nationalen Naturreservat Břehyně-Pecopala

Der Truppenübungsplatz ist auf einer Fläche von 7000 Hektar unter Naturschutz gestellt, das Gesamtareal ist aber nicht als offizielles Landschaftsschutzgebiet (CHKO) ausgewiesen. Vier Lokalitäten sind als europäisch bedeutend im Sinne des Schutzsystems Natura 2000 eingestuft worden. Dazu kommt das Vogelschutzgebiet Českolipsko-Dokeské pískovce a mokřady. Zwölf Gebiete sind zu Naturreservaten oder Naturdenkmalen erklärt worden; für alle Naturschutzmaßnahmen ist die Leitung des CHKO Kokořínsko verantwortlich.
Das wertvollste Areal ist das 903 Hektar große Nationale Naturreservat Břehyně-Pecopala. Die Sandsteinkuppen des Kummergebirges mit der Felsenstadt Pecopala und die Feuchtgebiete am Teich Břehyňský rybník sind 1991 in das Verzeichnis der Ramsar-Konvention aufgenommen worden und gehören seit 1994 zum Netzwerk der Biogenetischen Reservate des Europarates. In den Sümpfen wurden 60 bedrohte Pflanzenarten registriert, darunter die Sumpf-Weichorchis, die auf dem Gebiet der Tschechischen Republik bereits als ausgestorben galt. In dem Reservat brüten 164 Vogelarten. Auch das 28,66 Hektar große Nationale Naturreservat Velký a Malý Bezděz bei Bělá pod Bezdězem wurde zum Schutz der Bergwälder eingerichtet. In dem dortigen Eichen- und Buchenwald lebt unter anderem der kritisch bedrohte Alpenbock.
Zwei weitere Naturreservate liegen am westlichen Rand des Gebietes. Das Reservat Ralsko bei Mimoň umfasst auf 22,32 ha die Laubmischwälder, Felsen und Steinschutthalden auf dem 696 Meter hohen Berg. In der artenreichen Krautschicht der Wälder befindet sich eine Reihe gefährdeter Pflanzen wie der Türkenbund und der Südliche Wimpernfarn. Die Hohltaube und der Uhu brüten hier, und in der Ruine der mittelalterlichen Burg wurden seltene Schnecken registriert. In der Nähe des ehemaligen Militärflugplatzes liegt das 131,61 Hektar große Reservat Hradčanské rybníky, eine Teichlandschaft mit ausgedehnten Moor- und Feuchtgebieten. 200 höhere Pflanzenarten und 698 Schmetterlingsarten wurden hier registriert, das hier vorkommende Quellgras und Gefleckte Knabenkraut gehören zu den kritisch bedrohten Arten.
Neben den größeren Reservaten sind auf dem Gelände des Truppenübungsplatzes ein Nationales Naturdenkmal und sieben weitere Naturdenkmale ausgewiesen. Überwiegend sind es Hügelkuppen, Sandsteinblöcke oder andere Erhebungen, die der Pflanzen- und Tierwelt wertvolle Rückzugsmöglichkeiten bieten. Zwei Naturdenkmale liegen nordöstlich der Stadt Mimoň: das 12,92 Hektar große Felsengebiet Vranovské skály am Fuß des Berges Ralsko sowie die Umgebung der beiden Vulkankegel Malý und Velký Jelení vrch, die auf 7,91 Hektar geschützt ist. Weitere vier geschützte Kleingebiete befinden sich bei Hamr na Jezeře: der einzeln stehende Sandsteinblock Stohánek (0,26 ha), die drei Erhebungen Děvín, Ostrý a Schachtstein (33,72 ha), ein markanter Tafelberg aus Sandstein mit dem Namen Široký kámen (breiter Stein, 29,81 ha), und Divadlo (Theater), ein 2,45 Hektar großes Schutzgebiet mit einem natürlichen Amphitheater im Fels und einem Felsentor. Ferner sind zwei kleinere Feuchtgebiete als Naturdenkmal deklariert: Das Nationale Naturdenkmal Swamp, ein kleines Moor mit 1,45 Hektar in der Nähe des Máchovo jezero, und das 4,26 Hektar große Moorgebiet Černý rybník bei Hamr na Jezeře im ehemaligen Uran-Abbaugebiet.
Weitere Angaben zu den Schutzgebieten finden sich in der Liste der Naturschutzgebiete im Liberecký kraj.

### Umweltschäden
Das Militär hinterließ neben Munition und abbruchreifer Infrastruktur auch eine partiell starke Verschmutzung des Bodens und des Grundwassers, vor allem durch Kohlenwasserstoffe. Am stärksten beeinträchtigt ist die Umgebung des Flugplatzes Hradčany, wo sich eine der größten Lagerstätten für Treib- und Schmierstoffe auf dem Gebiet der Tschechoslowakei befand. In nicht geeigneten Behältern lagerten hier über 37.000 Kubikmeter Kerosin, Diesel und Benzin, ferner Schmierstoffe, Raketentreibstoff, Kälteschutzmittel und diverse Chlorverbindungen. Das Gelände ist auf 37 Hektar durch Kerosin verseucht. 200 Tonnen Chlorkohlenwasserstoffe gelangten in Boreček ins Grundwasser. Die Kontamination reicht bis in 40 Meter Tiefe. Als Hauptverursacher wurde hier allerdings ein ziviler Industriebetrieb in Mimoň festgestellt. In beiden Arealen wird bereits seit 1988/1990 das Grundwasser ausgepumpt und gereinigt.
Ein weiteres schwer geschädigtes Gebiet sind die sechs großen Schießplätze, in deren Böden noch immer Munition aller Art verborgen ist. Metallsplitter, die in den Stämmen der umliegenden Bäume stecken, stellen ein Problem für die Forstwirtschaft dar. Vor dem Abzug der Sowjetarmee brach ein Großbrand aus, bei dem über 200 Hektar Wald untergingen. Auch eine unbekannte Anzahl wilder Deponien ist zurückgeblieben.

## Bauwerke

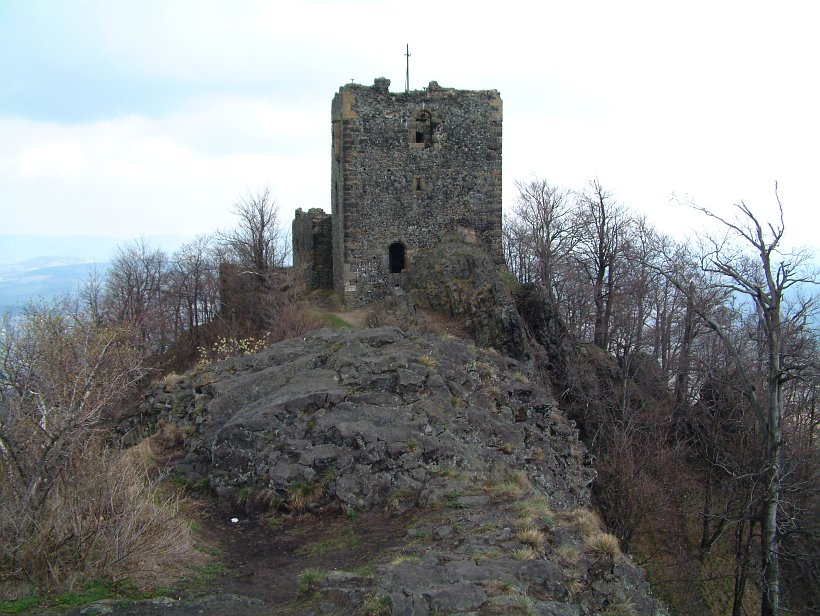
Burgruine Ralsko (Rollburg)

### Burgen und Kirchen
Am südlichen Rand des Gebietes liegt die restaurierte gotische Burg Bezděz, die aber nie Teil des Truppenübungsplatzes war. Die übrigen Burgen, ehemalige herrschaftliche Gebäude und Kirchenbauten in der Gegend von Ralsko sind fast alle untergegangen oder in ruinösem Zustand. Zum Teil wurden sie bereits vor Jahrhunderten aufgegeben, der Rest hat die Tätigkeit der Armee nicht überstanden. Einzig die St.-Georgs-Kirche in Kuřívody ist teilweise restauriert und wird für Gottesdienste verwendet.
Von der Burg Ralsko (dt. Rollburg), die der ganzen Gegend ihren Namen gab, sind massive Überreste des Bergfrieds und der Festungsanlagen übriggeblieben. Sie wurde im 14. Jahrhundert durch das Geschlecht Wartenberg gegründet und im 16. Jahrhundert verlassen. In der Nähe des Ortes Hamr na Jezeře liegt die Ruine der Burg Děvín, die im Dreißigjährigen Krieg zerstört wurde, und etwas weiter südlich die Reste der Felsenburg Stohánek. Sie bestand kurz im 15. Jahrhundert und diente später als Einsiedelei. Von drei weiteren mittelalterlichen Burgen sind nur noch Wälle und Gräben im Terrain sichtbar: Křída südlich von Náhlov über dem Tal der Zábrdka, Zbynsko bei Hvězdov und Hradový vrch bei Svébořice.
Obwohl zuweilen als Burg bezeichnet, ist Šlapka die Ruine eines Forsthauses der Waldstein. Das herrschaftliche Gebäude zwischen Mukařov und Kuřívody ist nach 1945 zerstört worden. Gut erhalten dagegen ist Radechov, ein Holzhaus im Tirolerstil bei Dolní Krupá. Das ehemalige Jagdschlösschen der Waldstein gehört heute der Forstverwaltung.
Die Eustach-Kapelle bei Boreček ist 1712 als Einsiedelei errichtet und später zu einer Kapelle umgebaut worden. Der Bau ist äußerlich stark beschädigt, die Inneneinrichtung völlig demoliert.

### Denkmal
Nahe der Felsenburg Stohánek erinnert ein Denkmal an Antonín Sochor, Held an der Ostfront während des Zweiten Weltkrieges, der hier am 16. August 1950 bei einem Autounfall ums Leben kam. Der Generalmajor war auf dem Truppenübungsplatz als Ausbilder israelischer Hagana-Einheiten tätig und galt als Gegner Bedřich Reicins, des Kommandanten des militärischen Abschirmdienstes. Sochor überlebte zuvor mehrere Attentate und es wird vermutet, dass es sich bei dem Unfall um einen geplanten Anschlag gehandelt haben könnte.

### Militärische und industrielle Anlagen

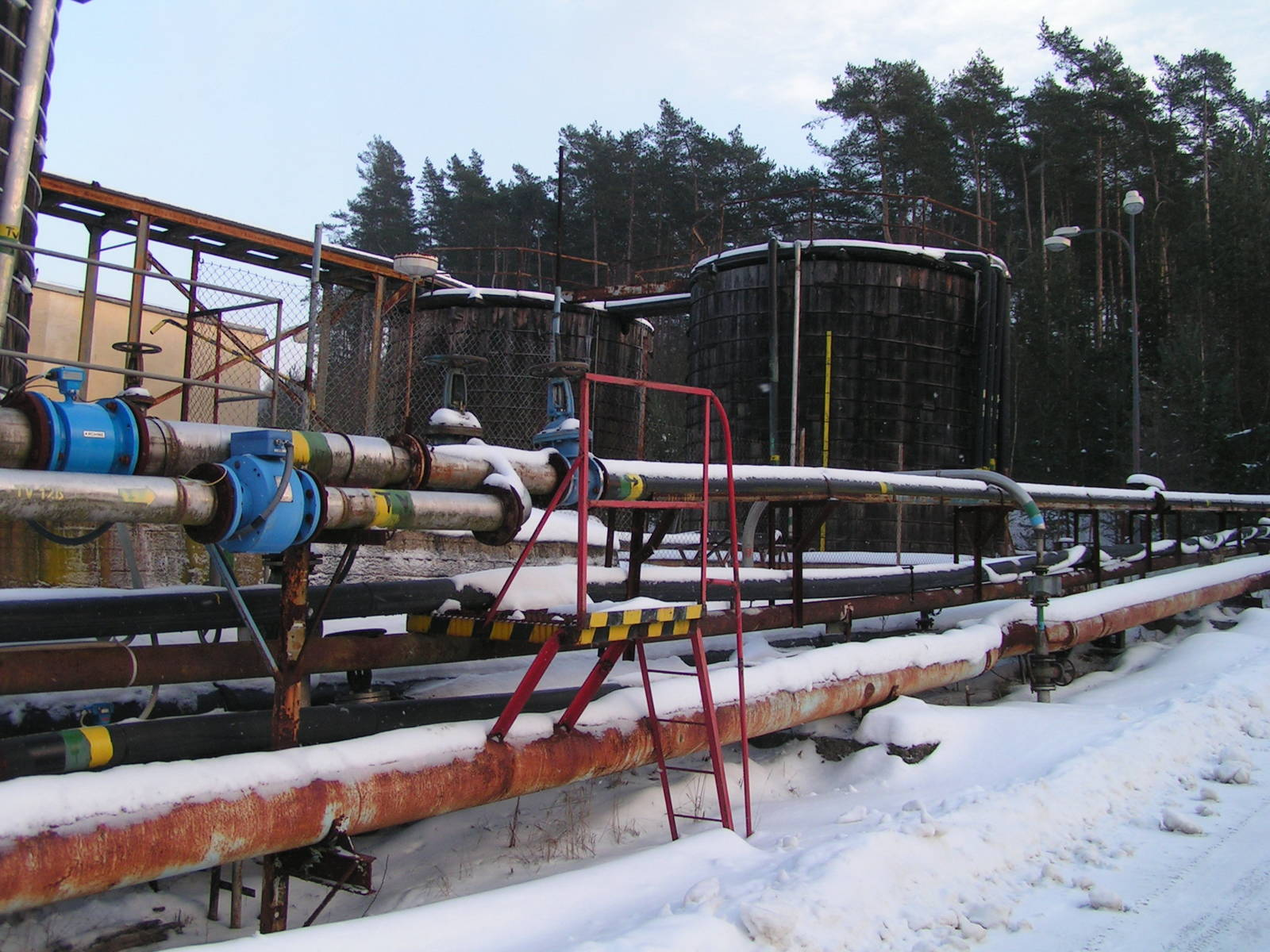
Uranabbau bei Stráž pod Ralskem

Der Flugplatz in Hradčany war einer der größten Militärflugplätze in Mitteleuropa. Die Beton-Landebahn ist 2500 Meter lang und 80 Meter breit. Neben der Hauptlandebahn und zwei Zubringern ließ die Armee Unterkünfte, Werkstätten und bombensichere Flugzeugbunker zurück. Einige Gebäude sind als Lagerräume vermietet. Die Landebahn selbst wird zum Inline-Skating, für Motorrad- und Autorennen genutzt und kann von Ultraleichtflugzeugen angeflogen werden. Der Platz ist eine beliebte Filmkulisse: Hier wurden unter anderem Szenen für die Filme Stalingrad und Dark Blue World gedreht. Pläne, den Platz als zivilen Flughafen wieder instand zu setzen, zerschlugen sich Anfang 2008.
Zwischen Stráž pod Ralskem und Hamr na Jezeře wurden im großen Maßstab Uranerze abgebaut. Nach Probebohrungen in den 1960er Jahren begann 1974 die chemische Urangewinnung. Bei dieser Methode wird Säure in einen Schacht gepumpt, die das Uranerz aus dem Gestein löst. Die Lösung wird wieder herausgepumpt und aufgearbeitet. In der zweiten Hälfte der 1970er Jahre war der Betrieb in Stráž in der chemischen Uranförderung weltweit führend. Er verarbeitete 400 Millionen m³ kontaminiertes Grundwasser und gewann bis zum Produktionsstopp 1996 mehr als 15.000 Tonnen Uran. Neben anderen Chemikalien wurden dabei 4,079 Millionen Tonnen Schwefelsäure in den Untergrund gepumpt.
Anschließend rüstete das staatliche Unternehmen Diamo s.p. die Anlagen um und begann, den Betrieb zu liquidieren und den Untergrund teilweise zu sanieren. Das Erbe der chemischen Urangewinnung sind 8000 Bohrlöcher, 628 Hektar Spülfelder und 380 Millionen Kubikmeter kontaminiertes Grundwasser. Diamo s.p. pumpt das Wasser der turonischen Schichten ab und reinigt es; dabei wird weiterhin Uran gewonnen und kommerziell verwertet. Die Sanierung der tieferliegenden, ebenfalls betroffenen Cenomanium-Schicht ist noch ungelöst.

## Zivile Entwicklung
Der ehemalige Truppenübungsplatz Ralsko ist im Jahr 2008, 17 Jahre nach Abzug der Armee, noch deutlich von der 40-jährigen militärischen Präsenz geprägt. Auch wenn in den übriggebliebenen Siedlungen mittlerweile wieder etwa 1900 Einwohner leben, ist ein Großteil des Areals weiterhin so gut wie menschenleer. Die Infrastruktur ist unterentwickelt, und es gibt kaum Gewerbe oder Industrie. Die Arbeitslosigkeit beträgt 13 Prozent.
Das größte Unternehmen vor Ort ist der staatliche Forstbetrieb, der seit 1947 als Eigentümer des Geländes fungiert. Er bewirtschaftet heute unter der Firma Vojenské lesy a statky Mimoň ein 29.205 Hektar großes Gelände. 27.119 Hektar davon sind mit Wald bedeckt. 17 % der Wälder sind durch Beschuss beschädigt und das Holz unbrauchbar. Zudem müssen die meisten Flächen vor den eigentlichen Waldarbeiten pyrotechnisch untersucht werden. Dennoch gewinnt der Forstbetrieb in Ralsko jährlich 100.000 Kubikmeter Nutzholz.
Nach Plänen der Gemeinde und der Region Liberec soll in Zukunft vor allem der Tourismus gefördert werden. Das Wegenetz ist bereits für Fußgänger und Radfahrer, mit Einschränkungen auch für motorisierte Fahrzeuge, geöffnet. Vor dem Betreten des Geländes außerhalb befestigter Wege wird aber vielerorts gewarnt.

## Belege
Alle verwendeten Belege sind in tschechischer Sprache, sofern nichts anderes angegeben ist.

### Karten
- Karte Máchův kraj 1:50 000, 2. Ausgabe 1999, Klub českých turistů Praha
- Karte Ralsko 1:25 000, 2. Ausgabe 2005, Geodézie On Line

### Film
- Lidé a ruiny (Menschen und Ruinen). Dokumentarfilm von Daniel Šťastný, Mirek Suchomel und Jakub Miki Měkota, August 2005.